# Green DeWitt
Green DeWitt (Condado de Lincoln, 12 de Fevereiro de 1787 - Monclova, 18 de Maio de 1835) foi um empresario no Texas Mexicano. Ele fundou a colónia de DeWitt, uma das mais bem sucedidas.

## Primeiros anos
DeWitt nasceu no Condado de Lincoln, Kentucky, movendo-se com sua família enquanto ainda um bebé do Missouri. Na época, Missouri era uma parte do Louisiana colonizado por espanhóis. Aos 18 anos de idade, voltou ao Kentucky, e estudou dois anos no nível universitário, em seguida, retornou para o Missouri, mais uma vez. Em 1808, se casou com Sara Seely em St. Louis, Missouri, e alistou-se na milícia de Missouri. Ele lutou na Guerra anglo-americana de 1812, chegando ao posto de capitão até o final da guerra, em seguida, foi eleito xerife do Condado de Ralls, Missouri.